# La Grande Escroquerie du Rock'n'roll
Pour l'album, voir The Great Rock 'n' Roll Swindle.
Pour plus de détails, voir Fiche technique et Distribution.
La Grande Escroquerie du Rock'n'roll (The Great Rock 'n' Roll Swindle) est un film britannique réalisé par Julien Temple, sorti en 1980. Ce long métrage, tourné avec les membres des Sex Pistols à l'initiative de leur producteur Malcolm McLaren, raconte, de façon romancée, l'histoire du groupe et l'invention du punk rock.

## Fiche technique
- Titre : La Grande Escroquerie du Rock'n'roll
- Titre original : The Great Rock 'n' Roll Swindle
- Réalisation et scénario : Julien Temple
- Photographie : Adam Barker-Mill, Nicholas D. Knowland, John Metcalfe et Willi Patterson
- Montage : Richard Bedford, Crispin Green, Mike Maslin, Bernie Pokrzywa, David Rae et Gordon Swire
- Costumes : Norma Moriceau (en)
- Production exécutive : Don Boyd et Jeremy Thomas
- Sociétés de production :
- Société de distribution : Virgin Films
- Pays d'origine :  Royaume-Uni
- Langue : anglais
- Format : couleur — 35mm — 1,37:1 — son monophonique
- Genre : Film musical, comédie et fantastique
- Durée : 103 minutes
- Dates de sortie [1]:
  -  Canada : 11 septembre 1980 (Festival de Toronto)
  -  France : 25 novembre 1981
  -  États-Unis : août 1990 (Los Angeles)
- Classification :
  -  France : interdit aux moins de 12 ans

## Distribution
- Malcolm McLaren : « l'escroc » (The Emblezzer)
- Steve Jones : « le filou » (The Crook)
- Paul Cook : « le théier »
- Sid Vicious : « le gadget »
- Johnny Rotten : « le collaborateur »
- Glen Matlock : un ex-Sex Pistol (non crédité)
- Ronnie Biggs : « l'éxilé »
- Liz Fraser : une femme dans un cinéma
- Jess Conrad : Jess
- Mary Millington : Mary, « petite-amie du filou »
- James Aubrey : B.J.
- Irene Handl : ouvreuse dans un cinéma
- Edward Tudor-Pole : concierge
- Nancy Spungen : Nancy (non créditée)

## Production
- Si vous ne connaissez pas le sujet, laissez ce bandeau (vous pouvez alors contacter les auteurs).
- Si vous supprimez le contenu mis en cause (vous pouvez préalablement contacter les auteurs),

argumentez précisément cette suppression dans la page de discussion
(un manque de référence n'est pas un argument ; une recherche réelle de référence doit avoir été effectuée, être formellement documentée).
Le film en lui-même est parfois considéré à tort comme la vraie histoire du groupe, c'est-à-dire une escroquerie orchestrée par le manager Malcolm McLaren. À l'origine, ce dernier avait dans l'idée de faire un film très ironique destiné à se moquer des médias qui l'accusèrent de n'avoir été le manager des Sex Pistols que pour son propre compte, son ego, et l'argent (ce qui n'est pas tout à fait faux). En faisant réaliser ce film par Temple, McLaren a donc voulu se moquer un grand coup des médias, mais d'après Temple, au fur et à mesure que le tournage progressait, McLaren devenait de plus en plus agressif, déprimé et finit par croire à son propre rôle. Temple en témoigne dans l'excellent livre Sex Pistols - L'Histoire Intérieure de Fred et Judy Vermorel réédité en 2011 aux éditions Le Mot et le Reste. 
Ce qu'il faut comprendre à propos de ce film est simple: McLaren, aigri par son échec avec les New York Dolls et les Sex Pistols a voulu se valoriser et essayé de faire croire à ceux qui le voulaient bien qu'il avait tout inventé, les Sex Pistols et le Punk-Rock, ce qui est bien sûr une pure fable.
Dans un premier temps, McLaren a demandé à Russ Meyer de réaliser le film qui devait s'appeler Who killed Bambi?. Mais Meyer abandonne au bout d'un jour et demi de tournage.
Une novélisation du film, écrite par Michael Moorcock, paraît en 1980 chez Virgin Books sous le même titre que le film : The Great Rock 'n' Roll Swindle. Écrit en dix jours, ce bref roman prend le contrepoint du film en se rangeant du côté des membres du groupe contre leur manager, Malcolm McLaren. Quelques années plus tard, Moorcock apporte des révisions au livre en modifiant les noms des personnages pour le rattacher à la série des Aventures de Jerry Cornelius. Cette version révisée, rebaptisée Gold Diggers of 1977, paraît chez Gollancz en 1989.

## Bande originale
La bande originale paraît le 26 février 1979, soit plus d'un an avant la sortie du film. Elle est souvent considérée comme étant le second album des Sex Pistols.

## Box-office
- France : 68 426 entrées[4]